# Apoula Edel
Apoula Edima Bete Edel (armeni: Ապուլա Էդիմա Էդել Բետե; Yaoundé, 17 de juny de 1986) és un antic futbolista professional armeni-camerunès.

## Carrera futbolística
Apoula Edel va néixer a Yaoundé, Camerun i el 2002 va emigrar a Armènia. El març del 2003 va signar un contracte amb el Pyunik FC. El 2005, va fitxar pel Ràpid Bucureşti juntament amb Carl Lombé després de rescindir el seu contracte de manera unilateral sense cap justificació. Pyunik FC va presentar el cas a la Cambra de Resolució de Conflictes de la FIFA. El 4 d'abril del 2007 aquesta va informar que Edel havia de pagara 15.000 $ al Pyunik. Com a excusa d'abandonar el país el 2005, el jugador va reclamar que havia estat obligat a naturalitzar-se a Armènia. Les parts van entregar l'apel·lació al Tribunal d'Arbitratge de l'Esport, que al 2008 va decidir incrementar la multa que hauria de pagar el jugador fins a 60.000$.
Després de ser alliberat pel Ràpid Bucureşti, el París Saint-Germain el va fitxar després d'una transferència lliure. En el seu contracte, Edel passava a ser segon porter darrera de Mickaël Landreau, Jérôme Alonzo i Grégory Coupet. El 16 de novembre de 2007, va jugar el seu primer partit amb el PSG, un amistós contra Guinea, no com a porter sinó com a davanter després d'una lesió de Loris Arnaud. En la seva segona temporada en el PSG, Edel va debutar a la Copa de França contra el AS Nancy, en el que el PSG va guanyar per 2 a 1. Edel va debutar a la Copa de la UEFA contra el Wolfsburg. Antoine Kombouaré va passar a ser el nou entrenador del PSG. Sota aquest, Edel va començar a jugar més assíduament i va passar a ser el primer porter quan Grégory Coupet es va lesionar el 28 de novembre del 2009. El 16 de desembre del 2009, Edel va debutar a la lliga francesa contra el Lens. Quan Coupet es va recuperar de la lesió, Edel va tornar a ser el segon porter de l'equip. Quan el 29 de novembre Edel va fer una gran errada que va fer que el seu equip perdés contra el Lyon, Kombouaré el va defensar dient: Jo no tinc res contra Edel, (...) Ell ha estat desafortunat perquè el seu error ens ha costat la victòria. Ara li donarem suport perquè superi l'error. Hi ha molta frustració perquè nosaltres hem mostrat una gran força mental i moltes qualitats tècniques"
Quan el seu contracte estava a punt d'expirar, hi va haver notícies de que Edel podria sortir del club a l'estiu, però el president Robin Leproux va dir que Edel continuaria al club.
Finalment, Edel va declinar quedar-se al PSG quan el seu contracte es va acabar i es va unir al club israelià Hapoel Tel Aviv en una transferència lliure com a substitut de Vincent Enyeama, que va fitxar pel Lille.

### Atlético de Kolkata
L'agost de 2014, Edel va fitar pel Atlético de Kolkata de la Indian Super League. El jugador hi va tenir una gran temporada i l'equip va guanyar la lliga.

## Selecció nacional d'Armènia
Edel, que havia nascut i cresqut al Camerun, té doble nacionalitat Armènia-Camerunesa i va decidir jugar com internacional amb la Selecció de Futbol d'Armènia sota l'entrenador francès Bernard Casoni del 2003 al 2005

## Estadístiques de la carrera
A 11 de març del 2019
| Club                | Temporada        | Lliga                      | Lliga   | Lliga | Copa    | Copa | Continental | Continental | Total   | Total |
| Club                | Temporada        | Divisió                    | Partits | Gols  | Partits | Gols | Partits     | Gols        | Partits | Gols  |
| ------------------- | ---------------- | -------------------------- | ------- | ----- | ------- | ---- | ----------- | ----------- | ------- | ----- |
| Pyunik              | 2002             | Lliga armènia de futbol    | 2       | 0     | 0       | 0    | 0           | 0           | 2       | 0     |
| Pyunik              | 2003             | Lliga armènia de futbol    | 21      | 1     | 0       | 0    | 0           | 0           | 21      | 1     |
| Pyunik              | 2004             | Lliga armènia de futbol    | 23      | 0     | 0       | 0    | 0           | 0           | 23      | 0     |
| Pyunik              | 2005             | Lliga armènia de futbol    | 12      | 0     | 0       | 0    | 1           | 0           | 13      | 0     |
| Pyunik              | Total            | Total                      | 58      | 1     | 0       | 0    | 1           | 0           | 59      | 1     |
| Ràpid Bucuresti     | 2005–06          | Lliga romanesa de futbol   | 0       | 0     | 0       | 0    | 0           | 0           | 0       | 0     |
| Ràpid Bucuresti     | 2006–07          | Lliga romanesa de futbol   | 9       | 0     | 1       | 0    | 1           | 0           | 11      | 0     |
| Ràpid Bucuresti     | Total            | Total                      | 9       | 0     | 1       | 0    | 1           | 0           | 11      | 0     |
| Paris Sant-Germain  | 2008–09          | Ligue 1 de França          | 0       | 0     | 0       | 0    | 2           | 0           | 2       | 0     |
| Paris Sant-Germain  | 2009–10          | Ligue 1                    | 23      | 0     | 6       | 0    | 0           | 0           | 29      | 0     |
| Paris Sant-Germain  | 2010–11          | Ligue 1                    | 24      | 0     | 2       | 0    | 11          | 0           | 37      | 0     |
| Paris Sant-Germain  | Total            | Total                      | 47      | 0     | 8       | 0    | 13          | 0           | 68      | 0     |
| Hapoel Tel Aviv FC  | 2011–12          | Lliga israeliana de futbol | 34      | 0     | 0       | 0    | 10          | 0           | 44      | 0     |
| Hapoel Tel Aviv FC  | 2012–13          | Lliga israeliana de futbol | 30      | 1     | 2       | 0    | 8           | 0           | 40      | 1     |
| Hapoel Tel Aviv FC  | Total            | Total                      | 64      | 1     | 2       | 0    | 18          | 0           | 85      | 1     |
| Atlético de Kolkata | 2014             | Super Lliga Índia          | 9       | 0     | —       | —    | —           | —           | 9       | 0     |
| Atlético de Kolkata | Total            | Total                      | 9       | 0     | —       | —    | —           | —           | 9       | 0     |
| Hapoel Tel Aviv FC  | 2014–15          | Lliga israeliana de futbol | 8       | 0     | 2       | 0    | 0           | 0           | 10      | 0     |
| Hapoel Tel Aviv FC  | Total            | Total                      | 8       | 0     | 0       | 0    | 0           | 0           | 10      | 0     |
| Chennaiyin          | 2015             | Indian Super League        | 13      | 0     | —       | —    | —           | —           | 13      | 0     |
| Chennaiyin          | Total            | Total                      | 13      | 0     | —       | —    | —           | —           | 13      | 0     |
| FC Pune City        | 2016             | Indian Super League        | 13      | 0     | —       | —    | —           | —           | 13      | 0     |
| FC Pune City        | Total            | Total                      | 13      | 0     | —       | —    | —           | —           | 13      | 0     |
| Total de carrera    | Total de carrera | Total de carrera           | 222     | 2     | 13      | 0    | 33          | 0           | 269     | 2     |

## Premis i Guardons
Pyunik
- Lliga de futbol d'Armènia: 2002, 2003, 2004, 2005
- Copa armènia de futbol: 2002, 2004

Rapid Bucuresti
- Copa romanesa de futbol: 2006–07

Paris Saint-Germain
- Coupe de France: 2010

Hapoel Tel Aviv
- Copa israeliana de futbol: 2012

Atlético de Kolkata
- Indian Super League: 2014[9]

Chennaiyin
- Indian Super League: 2015

### Individual
- Moment veloç del Partit: Final de la Indian Super League[14]

## Vida personal
Edel ha rebut acusacions recurrents des del 2009, de viure sota una identitat assumida i que de fet ell és cinc anys més gran del que diu i que el seu nom real és Ambroise Beyaména. Si s'hagués provat que era cert, hagués pogut ser sentenciat a penes de presó. Al mateix temps, el PSG arriscava que hagusé pogut perdre dos dels partits que havia guanyat. També hagués pogut ser expulsat de les competicions europees i hagués hagut de pagar fortes multes. Finalment, la policia francesa va determinar que el passaport d'Edel era genuí i la UEFA no va acceptar l'apelació del Sevilla perquè li donés la victòria a la Europa League.
Edel també és coneggut pel seu estil de vida a la moda i és amic de molts dissenyadors de roba.
La revista índia India Today ha esmentat que Edel es destaca pel disseny de la roba que porta que és una barreja d'estil occidental i indi. A 2016 India Today va incloure articles sobre l'estil de vida d'Edel.